# Чека, Члирим

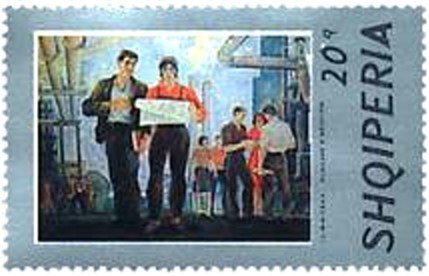
Молодые рабочие

Члирим Наим Чека (алб. Çlirim Ceka; 2 февраля 1945, Эльбасан) — албанский художник, график, иллюстратор, педагог, дизайнер

## Биография

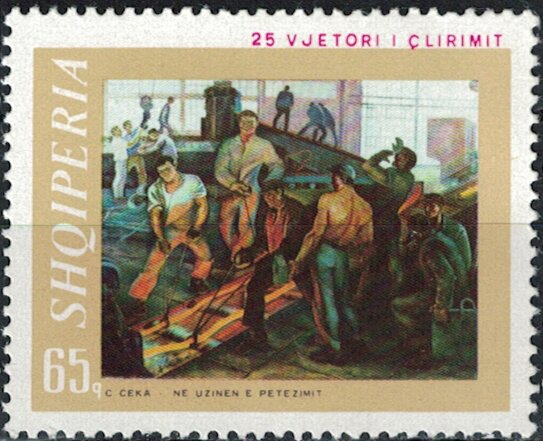
На металлургическом заводе

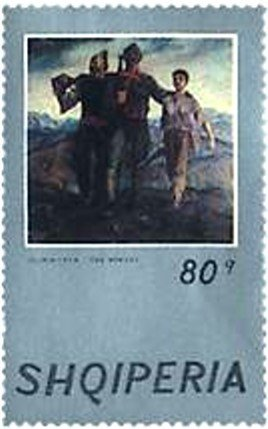
Товарищи

После окончания школы продолжил обучение в Художественной школе в Тиране. В 1963—1967 годах обучался в столичном Институте искусств . Дипломную работу посвятил рабочим тракторного завода в Тиране.
Представитель социалистического реализма в живописи Албании. Тематика картин была частью политической пропаганды, «заказного искусства» или «ангажированного искусства», оформленного в рамках канонов соцреализма с лозунгами того времени, «размышление о молодом человеке», «строительство и социалистическое преобразование страны» и "Героико-историческая картина".
Работал художником-иллюстратором в издательстве «Naim Frashëri», преподавал графику в Институте искусств. В 1975-1985 годах работал дизайнером в компании Migjeni.
В 1998 году Чека с семьёй эмигрировал в Грецию. Живёт и творит в Салониках.
Работы художника в греческий период творчества, в основном, представлены абстрактными графическими формами, вдохновленными албанским фольклором.